# Nico Williams
Nicholas Williams Arthuer (* 12. července 2002 Pamplona) je španělský profesionální fotbalista, který hraje na pozici křídelníka za španělský klub Athletic Bilbao a za španělský národní tým.

## Klubová kariéra

### Athletic Bilbao
Williams se narodil v Pamploně a v roce 2013 se přesunul z akademie Osasuny do mládežnické akademie Athleticu Bilbao.

#### Sezóna 2019/20
V sezóně 2019/20 hrál za španělský klub CD Basconia, jenž je farmářským klubem Bilbaa. 11. května 2020 byl Williams přeřazen do rezervního týmu Bilbaa hrajícího v Segunda División B.

#### Sezóna 2020/21
V A-týmu a v La Lize debutoval 28. dubna následujícího roku, když v domácím utkání proti Realu Valladolid (remíza 2:2) nastoupil jako náhradník za Jona Morcilla; jeho bratr Iñaki nastoupil do utkání o deset minut později. Bylo to poprvé od roku 1986, kdy se na hřišti objevili dva sourozenci od dob Julia a Patxiho Salinasových. Baskický klub s ním navíc podepsal smlouvu platnou do června 2024.

#### Sezóna 2021/22
Williams vstřelil své první dva góly v dresu Bilbaa 6. ledna 2022 při výhře 2:0 nad Atléticem Mancha Real v Copa del Rey. O sedm dní později vstřelil vítězný gól při vítězství 2:1 nad Atléticem Madrid v semifinále Supercopa de España 2021/22. 20. ledna 2022 podepsal Williams s klubem novou smlouvu. Během sezóny Williams pravidelně nastupoval do soutěžních utkání Bilbaa z lavičky náhradníků, ve 40 zápasech vstřelil 3 branky a přidal 1 asistenci.

#### Sezóna 2022/23
Od začátku sezóny 2022/23 se začal Nico prosazovat do základní sestavy Bilbaa a 11. září v utkání 5. kola La Ligy se poprvé střelecky prosadil v ligové soutěži, a to při výhře 4:1 nad Elche. O šest dní později se Nico Willams opět střelecky prosadil při výhře 3:2 nad Rayem Vallecano, gól v utkání vstřelil i jeho starší bratr Iñaki. Zmíněné duo poprvé skórovalo naráz v jednom ligovém zápase a v baskickém klubu se jim to podařilo jako první bratrské dvojici od roku 1965. V sezóně se pod trenérem Ernestem Valverdem stal stabilním článkem a jednou z opor baskického týmu; odehrál 43 soutěžních utkání, v nichž vstřelil 9 branek a na dalších 6 přihrál.

#### Sezóna 2023/24
Williams v říjnu 2023 podepsal novou smlouvu s klubem do léta 2026. Součástí smlouvy však byla i klauzule, její výše byla podle tisku nastavena pro jiné celky na padesát milionů eur.

## Reprezentační kariéra
V září 2022 obdržel první pozvánku do španělské reprezentace od trenéra Luise Enriqueho, a to na zápasy Ligy národů 2022/23. 17. listopadu vstřelil svůj první reprezentační gól v přátelském utkání proti Jordánsku a následně byl povolán na mistrovství světa 2022. Na turnaj byl nominován i jeho bratr Iñaki, který však na reprezentační úrovni obléká dres reprezentace Ghany. Sourozenci Williamsovi napodobily bratry Boatengovy, kteří hráli za jiné týmy na šampionátech v letech 2010 a 2014. Jérôme nastupoval jako stoper za Německo, záložník Kevin-Prince za Ghanu. Nico na turnaji nastoupil do všech zápasů Španělska, do statistik se však nezapsal a s týmem vypadl v osmifinále po prohře proti Maroku.

## Osobní život
Jeho bratr Iñaki je také profesionální fotbalista. Bratři Williamsovi mají oba rodiče společné: narodili se ve Španělsku ghanským uprchlíkům, kteří odešli do Evropy za lepším životem. Rodina se usadila v Baskicku a oba bratři prošli akademií tamního elitního Athleticu.